# Середня Полтавка
Середня Полтавка — село,Константинівського району Амурської області Росії.
Свою назву населений пункт одержав від переселенців з Полтавської губернії.

## Населення
| 2002 | 2010 | 2012 | 2013 | 2014 | 2015 | 2016 |
| ---- | ---- | ---- | ---- | ---- | ---- | ---- |
| 314  | ↘269 | ↘259 | ↗263 | ↘253 | ↘252 | ↘244 |
| 2017 | 2018 |      |      |      |      |      |
| ↗246 | ↘245 |      |      |      |      |      |